# 脱ゆとり教育
脱ゆとり教育（だつゆとりきょういく）とは、日本でゆとり教育による学習量の削減から一転し、学習量の増加の方向へ進んだ教育のことを指す。

## 概要
1980年代から「ゆとりのある充実した学校生活」を目標とし、学習量及び時間の削減の方向へ進んだ。また、「ゆとり」と「充実」のバランスある教育を目指し、思考力を付けることを目指した学習内容が多く盛り込まれ、受け身の学習から能動的な学習、発信型の学習への転換が図られた。
しかし、OECD生徒の学習到達度調査 (PISA) などの国際学力テストで順位を落としたことなどから学力低下が指摘され、各方面から批判が起こった。中山成彬文部科学大臣は学力低下を認めるものの「生きる力」の「理念や目標には間違いがない」とし、また「その狙いが十分に達成されていないのではないか」と発言した。小泉内閣の下、小坂憲次文部科学大臣は中央教育審議会に学習指導要領の見直しを要請し、安倍政権が引継くかたちで、教育再生（ゆとり教育の見直し）が着手された。マスコミは「脱ゆとり」という言葉を用いて報道していたが、小坂文部科学大臣も、安倍内閣下の伊吹文明文部科学大臣に至っても「ゆとり教育」の方向性自体をは問題視してはいなかった。2007年6月、安倍政権下の教育再生会議が授業時間増加を提言し、「安倍内閣骨太の方針2007」に授業時間数の１割増を明記した。2008年（平成20年）、新しい学習指導要領が改訂され、ゆとり教育から脱却したということから「脱ゆとり（教育）」と称され、小学校では2011年度（平成23年度）、中学校では2012年度（平成24年度）、高等学校では2013年度（平成25年度）から完全実施された。この教育は、文部科学省によるとゆとり教育でも詰め込み教育でもなく、生きる力をはぐくむ教育と説明している。
なお、文部科学省は1クラス当たりの生徒数の削減を目指しており、脱ゆとり教育が始まる2011年度（平成23年度）から小学校1年生が40人学級から35人学級となった。
また、2020年度以降（小学校が2020年度以降、中学校が2021年度以降、高等学校が2022年度入学生以降）は、新しい学習指導要領となる。文部科学大臣のメッセージとして、ゆとり教育か詰め込み教育かといった二項対立的な議論は行わないと強調しているが、記者会見において、「ゆとり教育と決別」と表現し、これが、脱ゆとり教育宣言であると解釈されたため、2020年度以降に実施される教育についても「脱ゆとり（教育）」と称されている。但し、ゆとり教育とともに2002年に導入された学校週5日制や絶対評価などは脱ゆとり教育（2011年・2020年実施の学習指導要領）においてもそのまま継続実施されている。

脱ゆとり教育をフルで受けた年代は2004年度生まれ以降になるが、移行措置を含めると2002年度生まれ以降になる。2002年度生まれは、移行措置を含めれば9年間フルで、移行措置を含めなくとも7年間脱ゆとり教育を受けているが、前回（PISA2015）よりいずれの科目も順位が下がり、過去最低だった。また、この年代は新型コロナウイルス感染症（COVID-19）の流行による影響を受けた世代（コロナ世代、概ね2002年度～2015年度生まれに相当）とも重複する。

## 文部科学省の主旨
マスコミ等は、2011年度施行の学習指導要領も2020年度施行の学習指導要領も脱ゆとり教育と呼ぶが、文部科学省の意向は、ゆとりでも詰め込みでもない教育としており、2016年には文部科学大臣（馳文部科学大臣）のメッセージとして、ゆとり教育か詰め込み教育かといった二項対立的な議論は行わないと強調している。
2011年度施行の学習指導要領の理念は、「確かな学力」「豊かな人間性」「健康・体力」を兼ね備えた「生きる力」をはぐくむための教育とし、勉強面では (1) 基礎的な知識・技能の習得、(2) 知識・技能を活用し、自ら考え、判断し、表現する力の育成、(3) 学習に取り組む意欲の養育を育成しようとしている。
2020年度施行の学習指導要領は、主体的・対話的で深い学び（アクティブラニング）とカリキュラム・マネジメントの観点から、教育の改善と学習の効果の最大化を図り、 (1) 学びに向かう力、人間性など、(2)知識及び技能 、(3) 思考力、判断力、表現力など、の三つの力をバランスよく育むことを目指している。

## 移行期間
移行措置は、新学習指導要領へ円滑に移行するための期間である。
2011年度施行の小学校、2012年施行の中学校の移行措置は2009年度（平成21年度）から始まり、2013年度施行の高校では2012年度（平成24年度）から数学と理科のみ先行実施された。
2020年度施行の小学校、2021年度施行の中学校の移行期間は2018年度からであり、2022年度施行の高等学校の移行期間は2019年度からである。

### 移行措置中の変更点の概要
2011年度〜施行学習指導要領
移行期間での変更点の概要は以下のとおりである。
- 学習指導要領の総則や、道徳、総合的な学習の時間、特別活動については移行措置期間から先行実施。
- 数学（小学校では算数）と理科に関しては、一部前倒しで実施。それに関する必要な教材は配布される。
- それ以外の科目では、学校の判断に任せられる。
- ただし、47都道府県の名称と位置、指導する曲数の増加、体育の授業時間数増加（小学校低学年）は先行実施される。
- 外国語活動（主に英語、小学校5,6年生）は各学校の裁量で授業可（一部は総合的な学習の時間からの転用可）。
- 小学校の総授業時間数は増加される。
- 5時間授業→6時間授業の増加、総合学習を減らしたのみで授業実数に変化なし。
- 授業時間の変更

2020年度〜施行学習指導要領
移行期間での変更点の概要は以下のとおりである。
- 総則、総合的な学習の時間、特別活動については移行措置期間から先行実施。
- 国語、算数（数学）、理科、社会、保健体育は指導内容の欠落が生じることのないように特例を定める。
- それ以外の科目では、学校の判断に任せられる。
- 道徳は小学校では2018年度から、中学校では2019年度（2018年度から実施可能）から先行実施。
- 小学校3年、4年は外国語活動を年間15単位時間実施、小学校5年、6年は外国語科を年間50単位時間実施。
- 外国語活動、外国語科の増加分は、総合的な学習の時間を削減（15単位時間まで）することで補っても良い。
- 小学校の総授業時間数が増加。

## 変更点

### 変更内容の概要
2011年度〜施行学習指導要領
- 言語活動と理数教育の充実。
- 伝統や文化に関する教育の充実。
- 小・中学校ともに総合的な学習の時間を削減。
- 中学校の選択教科の廃止
- 総授業時数が小学校6年間で278時間増加。
- 小学5・6年に「外国語活動」の時間を新設。
- 総授業時数が中学校3年間で105時間増加。
- 教科書のページ数が増量された(反復学習の増加)[26][27][28]。ただしページ数が増加した一方、学習内容については2002年以前の水準に完全に戻っているわけではない。
- 教科書・ランドセルが2011年〜A4サイズに

### 授業時数の推移
| 学年      | ゆとり教育 | 移行期間 | 脱ゆとり教育 （2011年度〜） | 移行期間 | 脱ゆとり教育 （2020年度〜） |
| --------- | ---------- | -------- | --------------------------- | -------- | --------------------------- |
| 小学1年生 | 782 (23)   | 816 (24) | 850 (25)                    | 850      | 850                         |
| 小学2年生 | 840 (24)   | 875 (25) | 910 (26)                    | 910      | 910                         |
| 小学3年生 | 910 (26)   | 945 (27) | 945 (27)                    | 960      | 980                         |
| 小学4年生 | 945 (27)   | 980 (28) | 980 (28)                    | 995      | 1015                        |
| 小学5年生 | 945 (27)   | 980 (28) | 980 (28)                    | 995      | 1015                        |
| 小学6年生 | 945 (27)   | 980 (28) | 980 (28)                    | 995      | 1015                        |
| 中学1年生 | 980 (28)   | 980 (28) | 1015 (29)                   | 1015     | 1015                        |
| 中学2年生 | 980 (28)   | 980 (28) | 1015 (29)                   | 1015     | 1015                        |
| 中学3年生 | 980 (28)   | 980 (28) | 1015 (29)                   | 1015     | 1015                        |

- （）内は週時間あたりの授業時数

| 学年               | ゆとり教育 | 移行期間  | 脱ゆとり教育（2011年度〜） |
| ------------------ | ---------- | --------- | -------------------------- |
| 国語               | 1377       | 1377      | 1461                       |
| 社会               | 345        | 345       | 365                        |
| 数学               | 869        | 1011      | 1011                       |
| 理科               | 350        | 405       | 405                        |
| 生活               | 207        | 207       | 207                        |
| 音楽               | 358        | 358       | 358                        |
| 図画工作           | 358        | 358       | 358                        |
| 家庭               | 115        | 115       | 115                        |
| 体育               | 540        | 567       | 597                        |
| 道徳               | 209        | 209       | 209                        |
| 特別授業           | 209        | 209       | 209                        |
| 総合的な学習の時間 | 430        | 345 - 415 | 280                        |
| 外国語活動         | 0          | 0 - 70    | 70                         |

| 学年               | ゆとり教育 | 移行期間1年目 | 移行期間2年目 | 移行期間3年目 | 脱ゆとり教育（2011年度〜） |
| ------------------ | ---------- | ------------- | ------------- | ------------- | -------------------------- |
| 国語               | 350        | 350           | 350           | 350           | 385                        |
| 社会               | 295        | 295           | 295           | 295           | 350                        |
| 数学               | 315        | 350           | 385           | 385           | 385                        |
| 理科               | 290        | 315           | 350           | 385           | 385                        |
| 音楽               | 115        | 115           | 115           | 115           | 115                        |
| 美術               | 115        | 115           | 115           | 115           | 115                        |
| 保健体育           | 270        | 270           | 270           | 270           | 315                        |
| 技術家庭           | 175        | 175           | 175           | 175           | 175                        |
| 外国語             | 315        | 315           | 315           | 315           | 420                        |
| 道徳               | 105        | 105           | 105           | 105           | 105                        |
| 特別活動           | 105        | 105           | 105           | 105           | 105                        |
| 選択教科等         | 155 - 280  | 130 - 240     | 60 - 170      | 25 - 135      | 0                          |
| 総合的な学習の時間 | 210 - 335  | 190 - 300     | 190 - 300     | 190 - 300     | 190                        |

## 脱ゆとり教育を受ける年代
以下に脱ゆとり教育（2011年度 - 2013年度施行の教育、2020年度 - 2022年度施行の教育）を受ける年代の推移を表にしめす。
| 色   | 示している教育                          |
| ---- | --------------------------------------- |
| 白   | ゆとり教育よりも前の教育                |
| 赤   | ゆとり教育                              |
| 黄色 | 2011年度 - 2013年度施行の教育の移行措置 |
| 黄緑 | 一部2013年度施行の教育                  |
| 青   | 2011年度 - 2013年度施行の教育           |
| 水色 | 2020年度 - 2022年度施行の教育の移行措置 |
| 紫   | 2020年度 - 2022年度施行の教育           |

ゆとり教育を受けた世代と関係する各教育制度が実施された時期を次の表にしめす。
| 年度生まれ | 小1 | 小2 | 小3      | 小4      | 小5      | 小6      | 中1  | 中2  | 中3  | 高校・大学入試                    |
| ---------- | --- | --- | -------- | -------- | -------- | -------- | ---- | ---- | ---- | --------------------------------- |
| 1993 (H5)  | 850 | 910 | 910      | 945      | 945      | 945      | 980  | 980  | 980  | ゆとり教育                        |
| 1994 (H6)  | 850 | 840 | 910      | 945      | 945      | 945      | 980  | 980  | 980  | ゆとり教育                        |
| 1995 (H7)  | 782 | 840 | 910      | 945      | 945      | 945      | 980  | 980  | 980  | ゆとり教育                        |
| 1996 (H8)  | 782 | 840 | 910      | 945      | 945      | 945      | 980  | 980  | 980  | 一部脱ゆとり教育                  |
| 1997 (H9)  | 782 | 840 | 910      | 945      | 945      | 980      | 980  | 980  | 1015 | 2013年度（学年進行） 施行指導要領 |
| 1998 (H10) | 782 | 840 | 910      | 945      | 980      | 980      | 980  | 1015 | 1015 | 2013年度（学年進行） 施行指導要領 |
| 1999 (H11) | 782 | 840 | 910      | 980      | 980      | 980      | 1015 | 1015 | 1015 | 2013年度（学年進行） 施行指導要領 |
| 2000 (H12) | 782 | 840 | 945      | 980      | 980      | 980      | 1015 | 1015 | 1015 | 2013年度（学年進行） 施行指導要領 |
| 2001 (H13) | 782 | 875 | 945      | 980      | 980      | 980      | 1015 | 1015 | 1015 | 2013年度（学年進行） 施行指導要領 |
| 2002 (H14) | 816 | 875 | 945      | 980      | 980      | 980      | 1015 | 1015 | 1015 | 2013年度（学年進行） 施行指導要領 |
| 2003 (H15) | 816 | 910 | 945      | 980      | 980      | 980      | 1015 | 1015 | 1015 | 2013年度（学年進行） 施行指導要領 |
| 2004 (H16) | 850 | 910 | 945      | 980      | 980      | 980      | 1015 | 1015 | 1015 | 2013年度（学年進行） 施行指導要領 |
| 2005 (H17) | 850 | 910 | 945      | 980      | 980      | 980      | 1015 | 1015 | 1015 | 2013年度（学年進行） 施行指導要領 |
| 2006 (H18) | 850 | 910 | 945      | 980      | 980      | 980〜995 | 1015 | 1015 | 1015 | 2022年度（学年進行） 施行指導要領 |
| 2007 (H19) | 850 | 910 | 945      | 980      | 980〜995 | 980〜995 | 1015 | 1015 | 1015 | 2022年度（学年進行） 施行指導要領 |
| 2008 (H20) | 850 | 910 | 945      | 980〜995 | 980〜995 | 1015     | 1015 | 1015 | 1015 | 2022年度（学年進行） 施行指導要領 |
| 2009 (H21) | 850 | 910 | 945〜960 | 980〜995 | 1015     | 1015     | 1015 | 1015 | 1015 | 2022年度（学年進行） 施行指導要領 |
| 2010 (H22) | 850 | 910 | 945〜960 | 1015     | 1015     | 1015     | 1015 | 1015 | 1015 | 2022年度（学年進行） 施行指導要領 |
| 2011 (H23) | 850 | 910 | 980      | 1015     | 1015     | 1015     | 1015 | 1015 | 1015 | 2022年度（学年進行） 施行指導要領 |
| 2012 (H24) | 850 | 910 | 980      | 1015     | 1015     | 1015     | 1015 | 1015 | 1015 | 2022年度（学年進行） 施行指導要領 |
| 2013 (H25) | 850 | 910 | 980      | 1015     | 1015     | 1015     | 1015 | 1015 | 1015 | 2022年度（学年進行） 施行指導要領 |

- 補足

誕生年度は原級留置（留年）などの処置を受けなかった場合のものである。なお、4月1日生まれの者は前年度生まれ扱いとなる。また、高校では基本的に入学時の教育が卒業するまで継続されるため、1994年度（平成6年度）生まれや1995年度（平成7年度）生まれが高校の途中から脱ゆとり教育を受けたりすることは原則なく、大学受験も、原則現役の高校生が受けた内容で出題される。なお、移行期間とは、算数、数学、理科、外国語活動（小学校）に関して脱ゆとり教育の内容を一部先行実施したものである(その他の変更点は文部科学省のHPを参照）。また、センター試験においては経過措置があるため、旧課程履修者は現役生とは異なり旧課程での受験が可能である。
注
1. ↑  ここでのゆとり教育よりも前の教育とは1989年（平成10年）改訂学習指導要領による教育を指す。
2. 1 2  理数のみ脱ゆとり教育
3. ↑  2006年から2014年の大学入試
4. ↑  2015年の大学入試
5. ↑  2016年以降の大学入試

## 脱ゆとり教育に対する評価
ベネッセ教育研究開発センターが全国の公立小学校の校長および教員に行った2011年1学期を対象にした調査によると、「国語では4割、算数では3割弱の教員が授業進度に遅れが出ている」と回答した。児童の変化については、「分かりやすく伝えたり、説明できる児童」、「感じたことを表現できる児童」などの増加がみられたものの、「疲れている児童」や「授業についていけない児童」が増加し、教員の4割が「児童間の学力格差が広がった」と感じている。また、9割以上の教員が「教材研究、教材準備の時間不足」を悩みとしており、「学力が低い児童の学習意欲を保つことの困難性」や「児童間の学力差」も7割以上の教員が悩みとして回答している。
2011年（平成23年）には、小学4年生と中学2年生を対象とした国際数学・理科教育動向調査の結果、小学4年生の学力に改善傾向が見られ、文部科学省は脱ゆとり教育の成果と見ているが、法政大学の左巻健男教授は、「新指導要領への過渡期で、判断は早計。次回の結果を見ないと分からない」と指摘した。
脱ゆとり教育は、ゆとり教育での問題を解決するために作られたのだが、うまく対応できなければついていけない子どもが増えるのではないかと懸念するものもおり、また、暗記や暗唱が中心の教育に戻したり授業時間を増やしたりする方法では日本の教育が抱えている諸問題は解決できないと述べている者もいる。
受験産業の反応としては、学習内容が多くなる、難しくなるという部分を押し出しており、ゆとり教育時の反応とは違う反応を示している。また、ゆとり教育による公立学校不信を背景に起こった私立中学受験ブームも、公立学校での脱ゆとり教育の実施に加え、2008年（平成20年）のリーマン・ショック後の不況や、2011年（平成23年）3月11日以降の東日本大震災（東北地方太平洋沖地震）の影響もあり、一時はかなり沈静化した。
私立中学あるいは小学受験ブームこそ控えめになったのかもしれないが、東京大学理科Ⅲ類現役合格者の3人に2人は鉄緑会出身になるなど、近年の日本社会自体が格差社会になりつつあることもあって、階層化は30年前の受験戦争の過去最大時よりも進行している。
また、脱ゆとり教育への転換と相前後する形で、全国各地の多くの中学校・高等学校では校則が再び厳格化され、1980年代のような管理教育が復活して生徒に対する規制が再び強化されて、教職員による体罰や暴言などといった、それに伴う弊害もみられるようになった。それは2018年（平成30年）以降、ブラック校則が問題化するきっかけとなり、その後はブラック化した校則の見直しや緩和、自由化が再び行われるようになった。
小学校においては、脱ゆとり教育への転換とほぼ同じ頃から、登下校中の不審者対策や個人情報保護などの観点もあって名札を廃止したり、校内のみでの着用に切り替えたりした学校が増加し、名札は学校の外では外すという習慣が脱ゆとり教育の時代に定着した。